# توستن
توستن (به معنای «دستیابی به موفقیت» در زبان ولوف) یک سازمان بین‌المللی غیردولتی سازمان ۵۰۱ (سی) ثبت شده در ایالات متحده است که مقر آن در داکار، سنگال است. مأموریت این سازمان «توانمندسازی جوامع برای توسعه و دستیابی به چشم‌انداز خود برای آینده و الهام بخشیدن به جنبش‌های مقیاس بزرگ منجر به عزت برای همه» در چندین کشور غرب آفریقا از جمله سنگال، گینه، گینه بیسائو، گامبیا، مالی و موریتانی است.
توستن با تسهیل برنامه‌های آموزش غیررسمی مبتنی بر حقوق بشر، به ویژه برنامه توانمندسازی جامعه، که هدف آن حمایت و توانمندسازی مشارکت کنندگان و جوامع برای رهبری توسعه خود است، رویکردی جامع و یکپارچه برای توسعه اتخاذ می‌کند. این سازمان با استخدام ۵۰۰ نفر برای تقویت و ترویج مشارکت جامعه در پروژه‌های مربوط به سوادآموزی، بهداشت، رفاه کودکان، حقوق بشر و دموکراسی، پایداری محیط زیست و توانمندسازی اقتصادی کار می‌کند.
اگرچه توستن بیشتر به دلیل موفقیتش در تسریع در کنار گذاشتن شیوه‌های سنتی مضر، به ویژه بریدن آلت زنانه و کودک‌همسری، در سراسر آفریقا شناخته شده‌است، اما این سازمان همچنین به نتایج مثبتی در حوزه‌های تأثیرگذاری حکومت، آموزش، سلامت، توانمندسازی اقتصادی و محیط زیست، و همچنین در موضوعات حمایت از کودکان، توانمندسازی زنان و دختران، و رشد اولیه دوران کودکی… دست یافته‌است. . در سال ۲۰۰۷، توستن جایزه بشردوستانه کنراد ان. هیلتون، بزرگ‌ترین جایزه بشردوستانه جهان را به دلیل «کمک قابل توجهی که در کاهش درد و رنج بشری داشته‌است» دریافت کرد.

## پیشینه
توستن در سال ۱۹۹۱ توسط مولی ملچینگ، یک معلم آمریکایی و مدافع حقوق بشر، با هدف اصلی ارائه برنامه‌های آموزشی جامع غیررسمی به جوامع روستایی در سنگال، تأسیس شد. ملچینگ و تیمی از متخصصان فرهنگی سنگالی با اتکا به بازخوردهای جوامع محلی، برنامه‌ای به نام برنامه توانمندسازی جامعه توسعه دادند، برنامه درسی که جوامع را با کار به زبان خودشان و استفاده از ترکیبی از روش‌های یادگیری، مانند گفتگو، تئاتر و رقص مدرن و سنتی آفریقایی درگیر می‌کند. این برنامه برای اولین بار در ۴۴ منطقه سنگالی راه اندازی شد و تا سال ۱۹۹۴ به ۳۵۰ گسترش یافت.
قبل از سال ۱۹۹۷، اهداف شامل شش مدل بود که مهارت‌های حل مسئله، سلامت و بهداشت، پیشگیری از مرگ و میر کودکان، مدیریت مالی، رهبری و پویایی گروه و مطالعات امکان‌سنجی برای پروژه‌های درآمدزا را پوشش می‌داد. در سال ۱۹۹۷، توستن هفتمین مدل در مورد حقوق بشر و سلامت زنان را اضافه کرد که شامل اطلاعاتی در مورد اثرات احتمالی برش دستگاه تناسلی زنان بر سلامتی بود. پس از گذراندن این مرحله، زنان مالیکوندا بامبارا، روستایی در غرب سنگال، به‌طور جمعی تصمیم گرفتند که تمرین بریدن آلت زنانه را کنار بگذارند، و جنبشی را آغاز کردند که از آن زمان تاکنون نزدیک به ۹۰۰۰ جامعه آفریقایی را به ترک این عمل سوق داده‌است.
توستن تا سال ۱۹۹۷ به‌طور انحصاری در سنگال کار کرد، زمانی که اجرای اهدافش را در جوامع بورکینافاسو در یک مشارکت شش ساله آغاز کرد، که در نتیجه منجر به این شد که ۲۳ منطقه بورکینایی قصد خود را برای ترک دائمی بریدن آلت زنانه اعلام کردند. در سال ۲۰۰۲، توستان پیشنهادات برنامه‌ای خود را برای اولین بار گسترش داد و طرحی به نام پروژه زندان را در یک زندان سنگال در تی‌یس، سومین شهر بزرگ سنگال و محل آن زمان مقر توستان، اجرا کرد. پروژه زندان و هدف آن فراهم کردن منابع برای کمک به آنها برای توسعه مهارت‌های درآمدزای ارزشمند، بازگرداندن تماس با خانواده و ادغام مجدد در جامعه است و در نتیجه نرخ تکرار جرم را نیز کاهش می‌دهد.
در طول دهه ۲۰۰۰، با افزایش تقاضا برای اجرای برنامه، توستن به گسترش خود ادامه داد و دفاتر ملی در گینه (۲۰۰۳)، گامبیا (۲۰۰۶)، موریتانی (۲۰۰۷)، گینه بیسائو (۲۰۰۸) و مالی (۲۰۰۹) افتتاح کرد. علاوه بر این دفاتر تعطیل شده در سومالی، سودان و جیبوتی بازگشایی شدند.
در سال‌های اخیر، توستن دو کمپین بزرگ را به نام‌های پروژه تغییر نسل در ۳ سال و پروژه نسل پیشرفت در تلاش برای ارتقای توانمندسازی زنان و دختران و کنار گذاشتن شیوه‌های سنتی مضر راه‌اندازی کرده‌است. غرب آفریقا در طول پروژه تغییر نسل در ۳ سال، که از سال ۲۰۱۳ تا ۲۰۱۶ به طول انجامید، اهداف توستن را در ۱۵۰ منطقه در سراسر گینه، گینه بیسائو، مالی و موریتانی اجرا کرد که به‌طور مستقیم به بیش از ۹۰۰۰ نفر رسید و بیش از ۳۵۰ منطقه را به ترک بریدن آلت زنانه، کودک همسری و سایر سنت‌های مضر، علاوه بر تعهد به حمایت از حقوق بشرهدایت کرد. توستن متعاقباً پروژه نسل پیشرفت را در سال ۲۰۱۷ راه‌اندازی کرد و دوباره مستقیماً به ۱۵۰ منطقه در یک دوره سه ساله در گینه، گینه بیسائو، مالی و گامبیا دسترسی پیدا کرد.
از سال ۲۰۱۴، توستن با بنیاد بیل و ملیندا گیتس برای بهبود سیستم‌های نظارت و ارزیابی خود مشارکت داشته‌است و این سازمان اکنون از چارچوب نتایجی که با همکاری این بنیاد توسعه یافته‌است استفاده می‌کند که تأثیرات را در پنج حوزه کلیدی اندازه‌گیری می‌کند: سلامت، حکومت، توانمندسازی اقتصادی، محیط زیست و آموزش. در سال ۲۰۱۵، در پاسخ به علاقه گسترده به مدل تحت رهبری جامعه خود، توستان مرکز آموزش توستن را در تی‌یس برای شرکت کنندگان خارجی باز کرد. جایی که یک برنامه آموزشی ۱۰ روزه در مورد رویکرد خود به توسعه تحت رهبری جامعه به دو زبان انگلیسی و فرانسوی برای فعالان جامعه، اعضای سازمان‌ها و دولت‌های محلی، ملی و بین‌المللی و نمایندگان دانشگاه‌ها و رسانه‌ها ارائه می‌دهد.
در سال ۲۰۱۷، ملچینگ از سمت مدیرعاملی به سمت مدیر خلاقیت توستن رفت و النا بونومتی به عنوان مدیرعامل جانشین او شد.

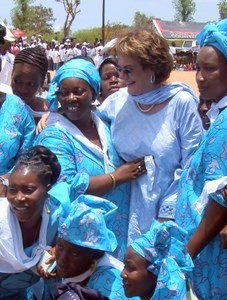
مولی ملچینگ در سال ۲۰۰۷ در دهمین سالگرد کنار گذاشتنبریدن آلت زنانه در مالیکوندا بامبارا، سنگال

اگرچه برنامه توستن جامع نگر است، توستان به دلیل موفقیتش در تسریع ترک کودک‌همسری و بریدن اندام تناسلی زنان ، سنتی که برای قرن‌ها در اکثر مناطق آفریقا وجود داشته‌است، به‌طور گسترده‌ای شناخته شده‌است. به گفته یونیسف، بریدن اندام تناسلی زنان یک «عمل اجتماعی خوداجباری» یا هنجار اجتماعی است که خانواده‌ها احساس می‌کنند باید با آن مطابقت کنند تا از طرد شدن توسط جامعه خود جلوگیری کنند. به‌طور کلی، بریدن آلت زنانه بر روی دختران جوان بین سنین دو تا پنج سال انجام می‌شود، اگرچه نوجوانان نیز اغلب این عمل را انجام می‌دهند.
در سال ۱۹۹۷، توستن شروع به ارائه اطلاعاتی در مورد اثرات احتمالی بریدن آلت زنانه در یک مدل که حقوق بشر و سلامت زنان را پوشش می‌دهد، کرد. توستن ابتدا در طرح موضوع بریدن آلت زنانه در برنامه‌های خود تردید داشت و معتقد بود که این عمل بسیار حساس است و می‌تواند کارش را تضعیف کند، اما اصرار کارمندان در این زمینه در نهایت سازمان را به گنجاندن اطلاعاتی در مورد این عمل سوق داد.

## رویکرد
نظریه تغییر توستن عمدتاً بر اساس کار گری مکی، محقق دانشگاه کالیفرنیا، سن دیگو است که در سال ۱۹۹۶ در مقاله بازنگری جامعه‌شناختی آمریکا این فرضیه را مطرح کرد که بریدن آلت زنانه، مانند عمل بستن پا در چین، پایان خواهد یافت. به سرعت هنگامی که مردم شروع به پایان دادن به این عمل به‌طور جمعی کردند تا توانایی زن برای ازدواج در گروه قومی خود را حفظ کنند. توستان، با مشاوره و نظرات مکی، از آن زمان این ایده را به یک نظریه تغییر گسترده تبدیل کرده‌است که فرض می‌کند بریدن آلت زنانه را می‌توان به‌طور پایدار تنها در صورتی رها کرد که هم افراد و هم شبکه‌های اجتماعی گسترده آنها به عنوان یک فرد در فرایند تصمیم‌گیری دخیل باشند.

## شرکا، جوایز و قدردانی
حمایت کنندگان توستن عبارتند از: بنیاد گرین باوم، آژانس همکاری توسعه بین‌المللی سوئد (SIDA)، یونیسف، صندوق جمعیت سازمان ملل متحد، نمایندگی ایالات متحده آمریکا برای انکشاف بین‌المللی، صندوق جهانی والاس، و بنیاد ویلیام و فلورا هیولت و دیگران.
در آگوست ۲۰۰۷، توستن جایزه سوادآموزی کینگ سجونگ یونسکو و در سپتامبر ۲۰۰۷، توستان جایزه بشردوستانه کنراد را دریافت کرد. در سال ۲۰۱۰، توستن و مؤسس آن، مولی ملچینگ، توسط بنیاد اسکول با جایزه اسکول برای کارآفرینی اجتماعی شناخته شدند. بنیاد سسیلیا سارکوزی از توستن در سال ۲۰۱۲ در بهبود سیستم‌های بهداشتی و مراقبت از مادر در سطح جامعه تقدیر کرد. در سال ۲۰۱۳، مولی ملچینگ در چهارمین اجلاس سالانه زنان در جهان با جایزه «زنان تأثیرگذار» تجلیل شد. ملچینگ در سال ۲۰۰۲ جایزه بشردوستانه برجسته سارجنت شرایور را از انجمن ملی سپاه صلح برای همکاری با توستان دریافت کرد. این جایزه به داوطلبان سپاه صلح بازگشته اعطا می‌شود که همچنان به کمک مستمر و متمایز به اهداف بشردوستانه در داخل یا خارج از کشور ادامه می‌دهند یا کارآفرینان اجتماعی نوآوری هستند که اقدامات آنها تغییرات بلندمدت قابل توجهی را به همراه خواهد داشت.